# Munshi (Titel)

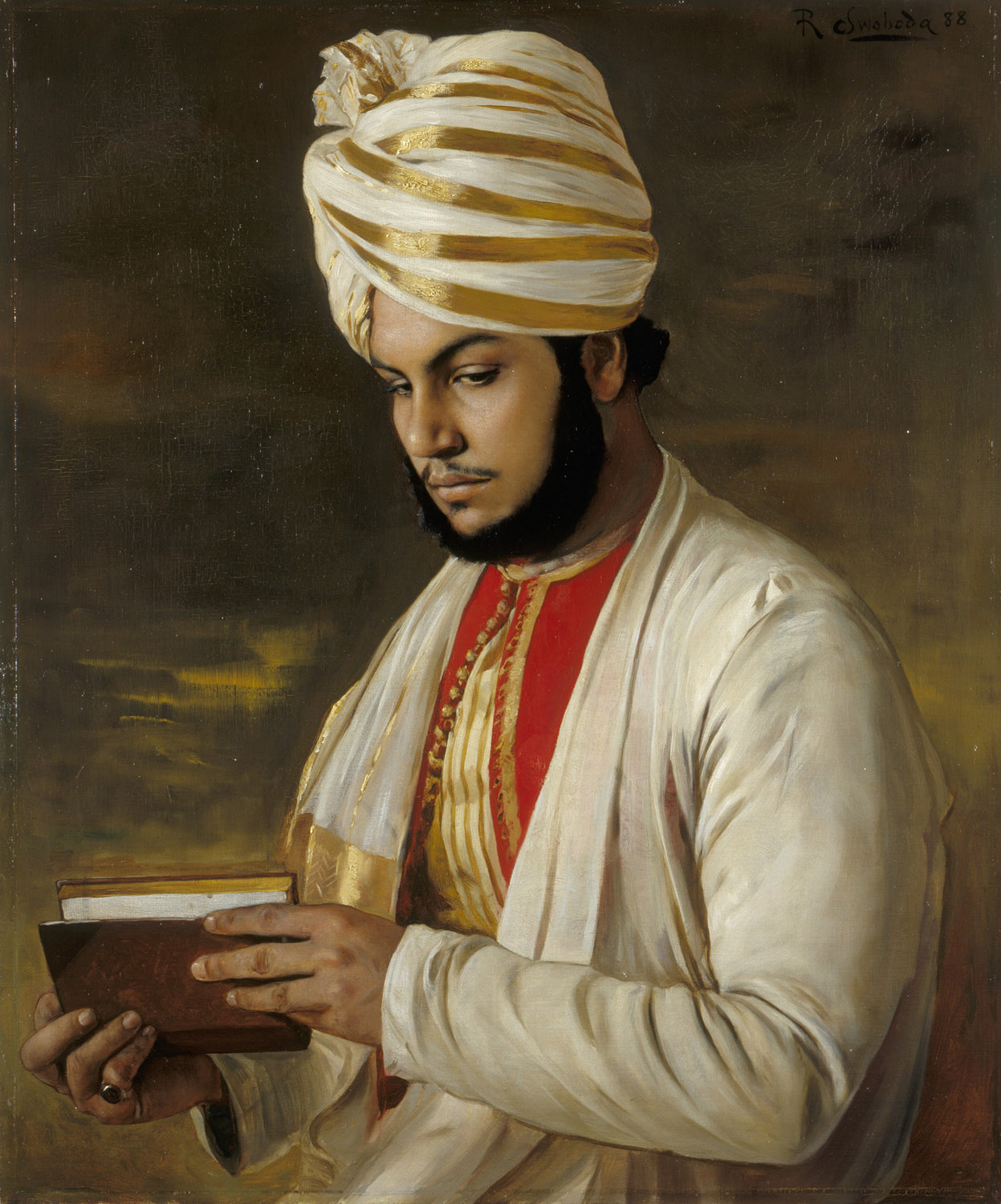
Porträt von Abdul Karim
von Rudolf Swoboda.

Munshi (Urdu مُنشی; Hindi मुंशी munśī; mʊnˈʃɨ) ist ein persisches Wort, das ursprünglich einen Vertragsschreiber, Schreiber oder Sekretär bezeichnet. Im indischen Mogulreich bezeichnete es die Schreiber, die offizielle Briefe verfassten und Gesetze und Gesuche ausformulierten. Später wurde es im indischen Englisch in Britisch-Indien als Bezeichnung für die einheimischen Sprachlehrer oder Sekretäre, die für Europäer arbeiteten, benutzt. Üblicherweise waren Munshis Moslems, jedoch schlugen seit der Zeit Shah Jahans (1628―1650) vermehrt auch Hindus diese Laufbahn ein. Shah Jahans Sekretär Chandar Bhan war selbst ein Hindu. An manchen Stellen wurden auch die Harkaras (Postläufer) so bezeichnet.

## Etymologie
Munshi (arabisch منشئ, DMG munši’, persisch منشی, DMG (klassisch) munšī, (modern) monši) ist ein ursprünglich arabisches Wort, das „Erschaffer“, „Gründer“ oder „Autor“ bedeutet (als Partizip Aktiv von arabisch anša’a, „herstellen“, „erschaffen“, Kausativ zu naša’a, „entstehen“, „wachsen“).
Da das Verbalnomen zu anša’a, inšā’, nicht nur allgemein „Herstellung“ und „Kreation“ bedeutet, sondern insbesondere „Schriftstück“, wurde munšī besonders im Persischen zur Bezeichnung von Personen, die offizielle Schreiben verfassen konnten, also für Sekretäre.
Offizielle Schreiben wurden jedoch in den Kulturen West-, Mittel- und Südasiens als literarische Kunstform gesehen. Daher gingen die Aufgaben eines Munshi im islamischen Mittelalter und in der frühen Neuzeit über das hinaus, was heutzutage von Sekretären verlangt wird. Anders als in Europa (siehe dazu Kurialien) musste er nicht nur wissen, wie man Personen von bestimmtem Rang anredete und begrüßte, sondern damit kreativ umgehen können und abwechslungsreich passende neue Anreden und Grüße erfinden. Sein literarisch gebildeter Stil sollte die Bildung des Absenders repräsentieren, und bei Staatsschreiben die des Staates. Dazu gehörte nicht zuletzt die Fähigkeit, in einem Brief passende klassische Gedichte zu zitieren und bei Bedarf neue zu verfassen. Seit dem 17. Jh. wagten sich die Munshis auch an Kunstprosa außerhalb der Briefliteratur und verfassten rhetorisch komplizierte Vorworte und Essays.
Munshi entwickelte sich daher zum Titel für Sekretäre und sonstige Personen, die eine Sprache samt ihrer Rhetorik besonders gut beherrschten. Mit der Einführung von Familiennamen im Iran 1919 und dem Aufkommen von Familiennamen unter den Muslimen Indiens entwickelte sich Munshi auch zum Familiennamen. Im modernen Persisch wird das Wort noch immer als Anrede für Angestellte und Sekretäre verwendet.

## Abschlüsse
Es gibt den „Munshi“ in Südasien auch als Titel für einen gewissen Grad von Ausbildung (Lesen, Schreiben, Mathematik). Eine weitere Stufe ist der Munshi Fazil (Munshi Fadhil).

### Munshis im Dienst der Engländer
In Britisch-Indien wurden Munshis als Angestellte für die Regierung beschäftigt. Dadurch wurde ihr Titel auch zur Berufsbezeichnung. Abdul Karim, auch bekannt als „The Munshi“ war ein besonders geschätzter und geehrter Diener von Queen Victoria.

### Bekannte Personen
- Munshi Hakimuddin
- Premchand
- Kanhaiyalal Maneklal Munshi
- Munshi Abdur Rouf
- Abdullah bin Abdul Kadir
- Aziz A Munshi